# Jan Václavík
Jan Václavík (3. březen 1941 Ostrava ‒ 5. září 2001) byl český malíř, mozaikář a pedagog.

## Život a dílo
V letech 1962 až 1968 studoval na Akademii výtvarných umění v Praze figurální malbu u Arnošta Paderlíka. Především ve veřejném prostoru se uplatnily jeho mozaiky (např. monumentální mozaika „Hrdinství práce“ v Ostravě-Hrabůvce) a práce z betonu či kombinace mozaiky a betonu. Zajímavá je také jeho tvorba na pomezí výtvarného díla a architektury (betonové autobusové zastávky), kdy využívá zjednodušených tvarů a kompozic z geometrických prvků, se kterými souvisí i motiv mozaiky "Geometrické mozaiky" v areálu kolejí VŠB – Technické univerzity Ostrava (součást expozic Univerzitního muzea VŠB – Technické univerzity Ostrava).